# Caldas (Boyacá)
Caldas – miasto w Kolumbii, w departamencie Boyacá.